# Enrico III di Brabante
Enrico III di Brabante, detto Il Pio o Il Pacifico (1230 circa – Lovanio, 28 febbraio 1261), fu duca di Lorena e del Brabante, dal 1248 alla sua morte.

## Origine
Secondo la Genealogia Ducum Brabantiæ Heredum Franciæ era il figlio maschio primogenito del duca Duca del Brabante e di Lorena, Enrico II (1207 – 1248) e di Maria di Svevia (1201 – 1235), che, secondo gli Annales Marbacenses, era la figlia femmina secondogenita del Duca di Toscana, duca di Svevia e re di Germania, Filippo di Svevia e di Irene Angelo, principessa bizantina, figlia, secondo il Ryccardus de Sancti Germano Chronica dell'imperatore Isacco II Angelo e di Irene Tornikaina, figlia di Demetrio Tornisse e della moglie, Malakissa.
 Secondo la Genealogia Ducum Brabantiæ Heredum Franciæ, Enrico II di Brabante era il figlio maschio primogenito del duca della Bassa Lorena, conte di Lovanio e primo duca di Brabante, Enrico I e di Matilde di Lorena, che era figlia del conte di Boulogne, Matteo di Lorena, come conferma la Flandria Generosa (Continuatio Bruxellensis), che precisa che era la figlia femmina secondogenita ed era figlia della contessa di Boulogne, Maria, che secondo il cronista e monaco benedettino inglese, Matteo di Parigi, nel suo Matthæi Parisiensis, Monachi Sancti Albani, Chronica Majora, Vol. II era la figlia del re d'Inghilterra, Stefano di Blois e di Matilde di Boulogne.

## Biografia
Quando suo cognato Enrico Raspe (eletto anti-re in opposizione a Federico II), morì, il partito filo-papale, su proposta di suo padre, Enrico II (che aveva rifiutato la candidatura), il 3 ottobre 1247, a Worringen (Colonia), elesse re di Germania suo cugino, il Conte d'Olanda, Guglielmo II, perché nessun altro principe dell'Impero era disposto a proseguire la lotta alla casa degli Hohenstaufen (Svevi). 
In quello stesso periodo (1247/1248), Enrico, ebbe contatti (iniziati da suo padre, Enrico II) col re d'Inghilterra, Enrico III, con una proposta di matrimonio, non andata a buon fine, tra una delle sue sorelle (la sorellastra, Elisabetta) ed il principe Edoardo.
Infatti, suo padre, Enrico morì nel 1248: secondo gli Annales Sancti Pantaleonis Coloniensis, morì nel mese di gennaio (1248 Henricus dux Brabantiae morituri in Ianuario), mentre secondo gli Annales Parchenses, morì nel 1247 (1247 Heinricus II dux moritur), a 40 anni e gli succedette il figlio, Enrico III; infine la Genealogia Ducum Brabantiæ Heredum Franciæ ricorda che il duca Enrico morì a Lovanio e fu sepolto a Villers.
Secondo il Oude Kronik van Brabant (non consultato), Enrico III fu il primo ad usare il titolo di Duca di Lorena e del Brabante.
Fece le sue prime esperienze militari a fianco del cugino, Guglielmo II d'Olanda, incoronato Re dei Romani il 1º novembre 1248 in Aquisgrana dopo un lungo assedio, incoronazione cui egli assistette. Non partecipò invece alla Guerra di successione delle Fiandre e dell'Hinault, nella quale erano coinvolti Giovanni d'Avesnes, cognato del Re dei Romani, Guglielmo II, suo alleato, contro la Casa dei Dampierre, nella guerra che, dal 1244, opponeva i figli di primo letto contro i figli di secondo letto, della contessa di Fiandra, Margherita II, in quanto Guglielmo III di Dampierre (1224 – 1251), conte di Fiandra era suo cognato, il secondo marito della sorella Beatrice.
Cercò soprattutto di portare la pace nell'antica Lorena e ci riuscì, nonostante i disordini che seguirono la morte di Guglielmo II d'Olanda, nel 1256 e l'odio che opponeva i Dampierre agli Avesnes, che però, dopo la morte di Guglielmo II, si erano pacificati a seguito del lodo arbitrale di Peronne, del settembre 1256: Giovanni d'Avesnes ottenne definitivamente la contea di Hainaut, ma si riconobbe vassallo di Carlo I d'Angiò.
Dopo la morte di Guglielmo II, nel 1257, erano stati eletti, in contrapposizione due re di Germania: Riccardo di Cornovaglia (1209 – 1272) e Alfonso X di Castiglia (1221 – 1284); fra i due pretendenti, Enrico sostenne Alfonso (secondo la Chronica nobilissimorum ducum Lotharingiae et Brabantiae ac regum Francorum, Enrico aveva ricevuto del denaro da Alfonso per sostenerlo contro Riccardo.), ma nel maggio 1257 non fece nulla per ostacolare l'ingresso di Riccardo in Aquisgrana, dove fu incoronato. 
Enrico morì nel 1261: ammalatosi, firmò sul letto di morte un atto che accordava maggiori diritti giuridici ai suoi sudditi del Brabante, come risulta dalla Chronica nobilissimorum ducum Lotharingiae et Brabantiae ac regum Francorum; sempre la Chronica nobilissimorum ducum Lotharingiae et Brabantiae ac regum Francorum ci informa della sua morte a Lovanio e della sepoltura in quella città nella chiesa dei Predicatori, che egli stesso aveva fatto costruire, e dove sarà raggiunto dalla moglie Alice.
Dopo la morte di Enrico III, nel titolo di duca del Brabante gli succedette il figlio primogenito, Enrico, sotto tutela della madre, Alice di Borgogna.

### Matrimonio e figli
Nel 1251 Enrico Aveva sposato Alice o Adelaide di Borgogna(1233 – 1273), come ci viene confermato dagli Annales Parchenses, che sempre secondo gli Annales Parchenses era figlia di Ugo IV, duca di Borgogna (1212 – 1272) e della moglie Yolanda di Dreux (1212 – 1248), come ci viene confermato dalla Chronica Albrici Monachi Trium Fontium. Enrico III da Alice ebbe quattro figli:
- Enrico[26](1251 – 1272), suo successore come duca di Brabante[20];
- Giovanni I il Vittorioso[26] (1253 – 1294), succeduto al fratello Enrico come duca di Brabante[20];
- Goffredo[26] († 1302), signore d'Aerschot;
- Maria[26] (1256 † 1321), andata sposa nel 1274 a Filippo III l'Ardito, re di Francia (1245 – 1285)[26].

Da un'amante di cui non si conoscono né il nome né gli ascendenti, Enrico ebbe un figlio:
- Gilles

## Ascendenza
|                        |                     |                        | Genitori                 |  |  | Nonni |  |  | Bisnonni                |  |  | Trisnonni              |  |
|                        |                     |                        |                          |  |  |       |  |  | Goffredo III di Lovanio |  |  | Goffredo II di Lovanio |  |
|                        |                     |                        |                          |  |  |       |  |  | Goffredo III di Lovanio |  |  | Goffredo II di Lovanio |  |
|                        |                     | Luitgarda di Sulzbach  |                          |  |  |       |  |  | Goffredo III di Lovanio |  |  |                        |  |
| Enrico I di Brabante   |                     |                        |                          |  |  |       |  |  | Goffredo III di Lovanio |  |  |                        |  |
|                        |                     | Margherita di Limburgo | Enrico II di Limburgo    |  |  |       |  |  |                         |  |  |                        |  |
|                        |                     | Margherita di Limburgo | Enrico II di Limburgo    |  |  |       |  |  |                         |  |  |                        |  |
|                        |                     | Margherita di Limburgo | Matilde di Saffenberg    |  |  |       |  |  |                         |  |  |                        |  |
| Enrico II di Brabante  |                     | Margherita di Limburgo |                          |  |  |       |  |  |                         |  |  |                        |  |
|                        |                     | Matteo di Lorena       | Teodorico di Alsazia     |  |  |       |  |  |                         |  |  |                        |  |
|                        |                     | Matteo di Lorena       | Teodorico di Alsazia     |  |  |       |  |  |                         |  |  |                        |  |
|                        |                     | Matteo di Lorena       | Sibilla d'Angiò          |  |  |       |  |  |                         |  |  |                        |  |
| Matilde di Lorena      |                     | Matteo di Lorena       |                          |  |  |       |  |  |                         |  |  |                        |  |
|                        |                     | Maria di Boulogne      | Stefano di Blois         |  |  |       |  |  |                         |  |  |                        |  |
|                        |                     | Maria di Boulogne      | Stefano di Blois         |  |  |       |  |  |                         |  |  |                        |  |
|                        |                     | Maria di Boulogne      | Matilde di Boulogne      |  |  |       |  |  |                         |  |  |                        |  |
| Enrico III di Brabante |                     | Maria di Boulogne      |                          |  |  |       |  |  |                         |  |  |                        |  |
|                        | Federico Barbarossa | Federico di Svevia     |                          |  |  |       |  |  |                         |  |  |                        |  |
|                        | Federico Barbarossa | Federico di Svevia     |                          |  |  |       |  |  |                         |  |  |                        |  |
|                        | Federico Barbarossa | Giuditta di Baviera    |                          |  |  |       |  |  |                         |  |  |                        |  |
| Filippo di Svevia      | Federico Barbarossa |                        |                          |  |  |       |  |  |                         |  |  |                        |  |
|                        |                     | Beatrice di Borgogna   | Rinaldo III di Borgogna  |  |  |       |  |  |                         |  |  |                        |  |
|                        |                     | Beatrice di Borgogna   | Rinaldo III di Borgogna  |  |  |       |  |  |                         |  |  |                        |  |
|                        |                     | Beatrice di Borgogna   | Agata di Lorena          |  |  |       |  |  |                         |  |  |                        |  |
| Maria di Svevia        |                     | Beatrice di Borgogna   |                          |  |  |       |  |  |                         |  |  |                        |  |
|                        |                     | Isacco II Angelo       | Andronico Angelo         |  |  |       |  |  |                         |  |  |                        |  |
|                        |                     | Isacco II Angelo       | Andronico Angelo         |  |  |       |  |  |                         |  |  |                        |  |
|                        |                     | Isacco II Angelo       | Eufrosina Castamonitissa |  |  |       |  |  |                         |  |  |                        |  |
| Irene Angela           |                     | Isacco II Angelo       |                          |  |  |       |  |  |                         |  |  |                        |  |
|                        |                     | Irene Paleologa        | …                        |  |  |       |  |  |                         |  |  |                        |  |
|                        |                     | Irene Paleologa        | …                        |  |  |       |  |  |                         |  |  |                        |  |
|                        |                     | Irene Paleologa        | …                        |  |  |       |  |  |                         |  |  |                        |  |
|                        |                     | Irene Paleologa        |                          |  |  |       |  |  |                         |  |  |                        |  |

### Letteratura storiografica
- Austin Lane Poole, La Germania sotto il regno di Federico II, cap. III, vol. V (Il trionfo del papato elo sviluppo comunale) della Storia del Mondo Medievale, 1999, pp. 94-127.
- Austin Lane Poole, L'interregno in Germania, cap. IV, vol. V (Il trionfo del papato e lo sviluppo comunale) della Storia del Mondo Medievale, 1999, pp. 128–152.
- C:W: Previté-Orton, L'Italia nella seconda metà del XIII secolo, cap. VI, vol. V (Il trionfo del papato e lo sviluppo comunale) della Storia del Mondo Medievale, 1999, pp. 198–244.
- Charles Petit-Dutailis, Luigi IX il Santo, cap. XX, vol. V (Il trionfo del papato e lo sviluppo comunale) della Storia del Mondo Medievale, 1999, pp. 829–864.
- E.F. Jacob, Inghilterra: Enrico III, cap. V, vol. VI (Declino dell'impero e del papato e sviluppo degli stati nazionali) della Storia del Mondo Medievale, 1999, pp. 198-234.
- (FR)  Académie royale de Belgique, Biographie nationale, vol 9, Bruxelles, 1887